# Microscopia de varredura por sonda
Microscopia de varredura por sonda é uma metologia de desenvolvimento recente, sendo que o seu principal precursor e demais avanços aconteceram durante a década de oitenta por Roher, Binnig e equipe do laboratório de Zurique da IBM  porém, podemos citar também a invenção do procedimento que pavimentou o caminho para a microscopia de varredura por sonda (SPM – do inglês, Scanning Probe Microscopy) que aconteceu em 1897 e foi a do microscópio de emissão de campo cuja teoria, baseada no tunelamento quantum-mecânico, foi desenvolvida com mais propriedade por Fowler e Nordheim em 1928  e posterior a essa formalização temos diversos outros experimentos que conseguiram atingir resultados que caracterizaram o fenômeno teorizado em 1928. 
	Outra importante tecnologia que merece ser mencionada é a do microscópio de campo de íons (FIM – do inglês, Field Ion Microscope) que tem sua funcionalidade restrita a caracterização de objetos afiados de espessura inferiores a 0.1 μm, coisa que retomou o interesse da comunidade científica neste último método pois os desenvolvimentos mais recentes das técnicas de varredura por sonda, tanto do microscópio de varredura de tunelamento (STM – do inglês, Scanning Tunneling Microscope) quanto o microscópio de força atômica (AFM – do inglês, Atomic Force Microscopy) grandes precursores da era da nanotecnologia justamente por atuarem em caracterização de nanomateriais, dependem de fornecimento de pontas de testes nanométricas coisa que pode ser obtida durante fabricação e caracterização rigorosa pelo método adotado na microscopia de íons de campo.

## Microscopia de varredura por sonda: Características gerais e evolução
O conjunto de técnicas possui desempenho considerável dentre as demais no quesito de fornecer imagens tridimensionais de qualidade além de possibilitar a captura de diversas métricas relacionadas a estrutura e propriedades do material analisado e mais um ponto positivo desta metodologia é a captura de resultados de qualidade através de um equipamento de construção simplificada, pois o mesmo utiliza estruturas que foram adotadas e melhoradas durante a concepção das metodologias precursoras, que apesar de diferentes entre si se levarmos em consideração o esquema de detecção (forças atômicas, eletrostáticas e magnéticas, gradientes térmicos e intensidade ótica) são baseadas no mesmo princípio de varredura, onde a ponta de varredura passa pela superfície da amostra a única coisa que diferencia nesse caso é a distância entre a ponta e a amostra, o que é um parâmetro específico para cada um destes esquemas.
	Podemos elencar as diversas técnicas em etapas de evolução natural do processo como um todo, por exemplo a microscopia de varredura de tunelamento utiliza uma ponta de prova afiada como um eletrodo e a junção de tunelamento é complementada pela amostra que age como um segundo eletrodo, sendo adotada entre estas uma certa distância (~0,3 a 1 nanômetro(2)), aplicando-se uma determinada diferença de potencial entre 10 mV e 10 V ocorre o efeito do tunelamento, fenômeno que pode ser caracterizado na mecânica quântica onde dado um material condutor que possui elétrons disponíveis na camada de condução e próximo deste temos outro material, condutor ou semicondutor, ao impor uma diferença de potencial entre os dois materiais é induzido uma força de deslocamento dos elétrons entre os materiais, coisa que não é permitida pela mecânica clássica, onde esse tipo de transferência deveria acontecer sobre a barreira e não através da mesma, já a mecânica quântica permite que uma pequena parcela destes elétrons ultrapasse a barreira que deve ter um tamanho obrigatoriamente pequeno.
A microscopia de tunelamento é operada de duas maneiras, uma delas onde a ponta de prova é mantida numa distância fixa da amostra e a corrente aplicada sofre variação, neste caso temos uma ponta de metal que varre a superfície que e é capaz de obter imagens de nível atômico, para átomos individuais, agrupamentos de átomos, defeitos e moléculas, já o outro método onde a corrente é fixa e a distância é variada, temos um circuito de feedback que altera a distância entre a amostra e a ponta de prova a fim de manter uma corrente constante de tunelamento.
	Podemos citar certas limitações para a técnica pois a mesma não é adequada para amostras de superfície complexas, acima da escala nuclear, além da dependência do tipo de material da amostra pois verifica-se a necessidade de ser de um material condutor ou que contenha uma camada isolante de espessura de grandeza atômica e isso torna o método impraticável quando as amostras são de origem polimérica ou biológica com exceção de poucos casos, essa limitação técnica foi adereçada pela metodologia da  microscopia de força atômica onde aconteceram diversos avanços na instrumentação utilizada e isso possibilitou múltiplas maneiras de interação entre a sonda e a amostra aprimorando a flexibilidade no emprego destas metodologias.

## Equipamentos utilizados
A partir deste avanço temos o emprego de equipamentos específicos sendo que o mais comum dentre eles são os equipamentos de varredura nos 3 eixos cartesianos, compostos de materiais piezo eletrônicos que sofrem alteração mecânica através de aplicação de uma determinada corrente, o que garante que as varreduras ocorram em diversas disposições ao redor da amostra, além disso podemos também citar que eles podem ser dispostos de duas maneiras distintas sendo uma delas em túbulos ortogonais ou em quadrantes diferentes do espaço da amostra.
Outro equipamento que constitui o método são as microconsolas, que têm a função de sensores de força, elemento importantíssimo – afinal a metodologia tem em sua designação o parâmetro de força – pois neste procedimento as forças de interação entre a sonda e a amostra são continuamente monitoradas e sua deflexão levou ao desenvolvimento de diversas metodologias de estudo para os mais diversos transdutores de força, aqui temos diversos métodos aplicados para detecção de imagem sendo que uma classificação mais genérica em dois tipos: óticos e esquemas elétricos. Nos classificados como óticos temos a incidência de um feixe de luz na microconsola e a luz refletida é captada por um fotodetector que após tradução do sinal o mesmo pode ser convertido na variação de posição da sonda. Essa abordagem, apesar de ser eficaz no mapeamento de fendas, pode sofrer com diversas pertubações durante o mapeamento como por exemplo, vibrações causadas por pontas de provas muito prolongadas, além do método exigir alinhamento preciso, níveis consideráveis de reflexão, baixa opacidade e turbidez do meio de operação e largura de banda limitada o que limita os arranjos utilizados durante o experimento. Em contrapartida quando utilizamos outro método ótico, o de interferômetro ótico, que emprega conjuntos de microconsolas e fotodiodos fixos e móveis, podemos realizar leituras com maiores refrações e admitir bandas de largura maior, finalmente podemos citar também os sistemas de feedback integrados na metodologia afinal, a distância entre a ponta da sonda e a amostra é um dos parâmetros que é constantemente controlado, pois temos de um lado uma ponta que possui um procedimento de construção específico que resulta num objeto afiado e de espessura na grandeza do μm e uma amostra que não pode sofrer qualquer tipo de dano superficial senão haverá interferências que inutilizarão o procedimento.